# ناحیه اورفار اومگبونگ
ناحیه اورفار اومگبونگ (به آلمانی: Urfahr-Umgebung District) یک ناحیه در اتریش است که در اوبراسترایش واقع شده‌است. ناحیه اورفار اومگبونگ ۷۷٬۷۴۲ نفر جمعیت دارد.